# Beynost
Beynost is een gemeente in het Franse departement Ain (regio Auvergne-Rhône-Alpes). Beynost telde op 1 januari 2022 4.936 inwoners. 

## Geografie
De oppervlakte van Beynost bedroeg op 1 januari 2022 10,64 vierkante kilometer; de bevolkingsdichtheid was toen 463,9 inwoners per km². In de gemeente ligt spoorwegstation Beynost.
De onderstaande kaart toont de ligging van Beynost met de belangrijkste infrastructuur en aangrenzende gemeenten.

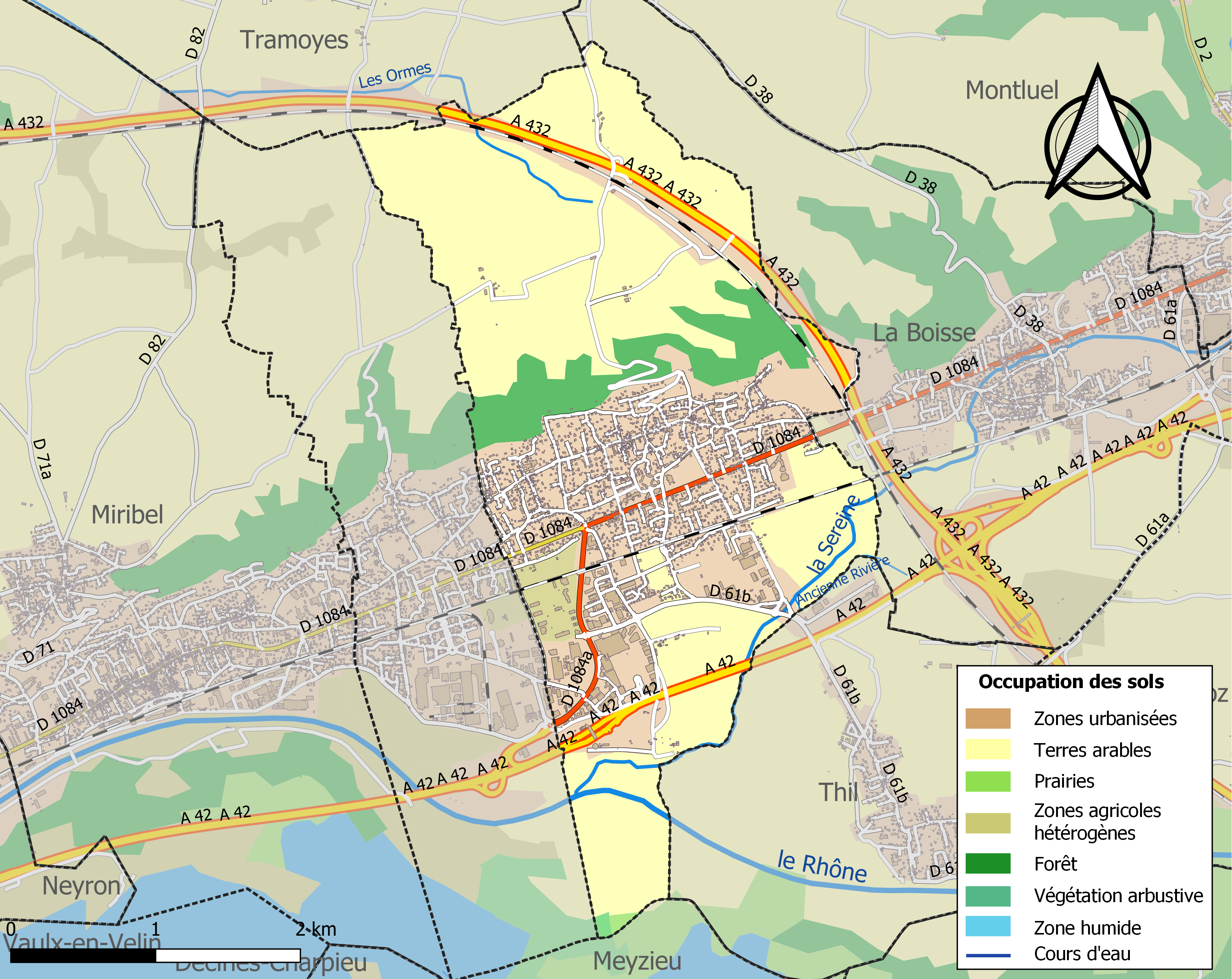

## Demografie
Onderstaande figuur toont het verloop van het inwoneraantal van Beynost vanaf 1968. De cijfers zijn afkomstig van het Frans bureau voor statistiek en bevatten geen dubbel getelde personen (volgens de gehanteerde definitie population sans doubles comptes).
Vanwege een beveiligingsprobleem met de MediaWiki Graph-software is het momenteel niet mogelijk deze grafiek weer te geven. Zodra de software is bijgewerkt zal de grafiek vanzelf weer zichtbaar worden.

## Afbeeldingen

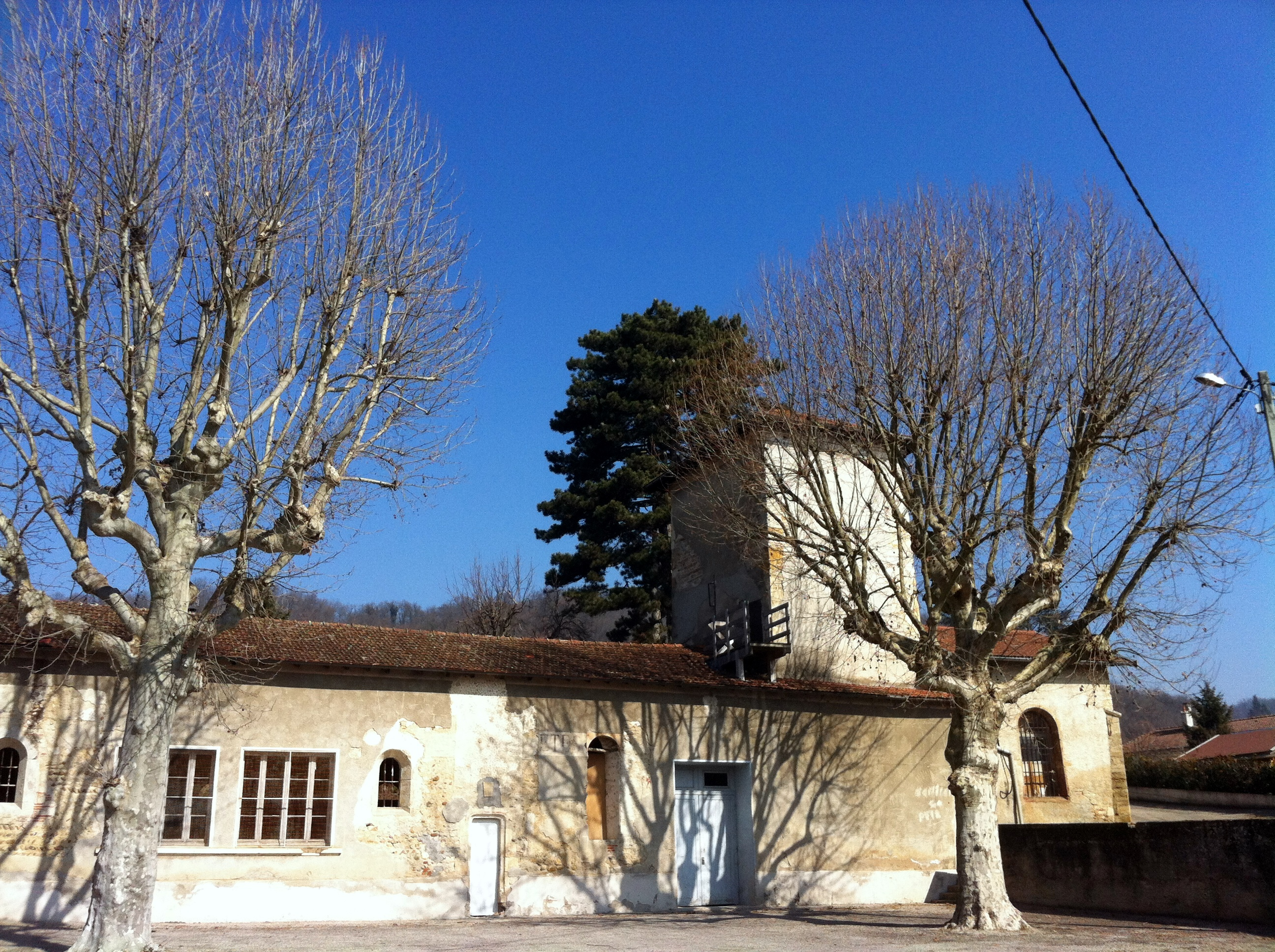
Église Saint-Julien
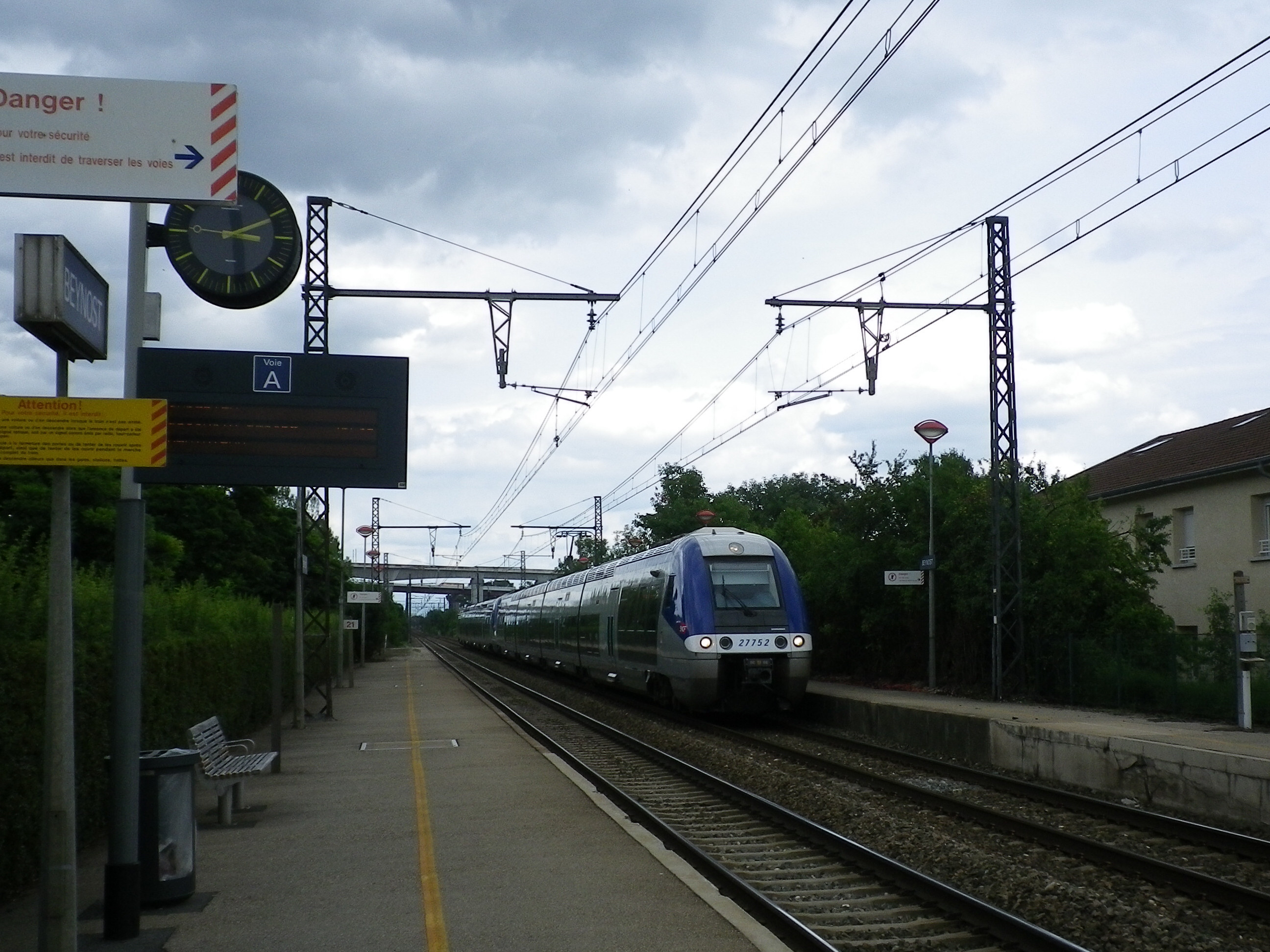
Station Beynost